# Oßmannstedt
Oßmannstedt (956 Ersterwähnung als Azmenstat, 1344 Atzmanstete, 1482 Asmestete, 1797 bei Goethe Oßmannstädt) ist ein Ortsteil der Landgemeinde Ilmtal-Weinstraße im Nordosten des Landkreises Weimarer Land.

## Lage
Das Dorf liegt nordöstlich von Weimar und westlich von Apolda. Zwischen den Dörfern Oßmannstedt und Ulrichshalben fließt der Fluss Ilm.

## Verkehr
Der Haltepunkt Oßmannstedt liegt an der 1846 eröffneten Bahnstrecke Halle–Bebra (Thüringer Bahn). Hier verkehrt die RB 20 der Abellio Rail Mitteldeutschland Eisenach – Erfurt – Weimar – Oßmannstedt – Apolda – Naumburg – Leipzig im Stundentakt. Die Buslinie 228 der PVG Weimarer Land von Weimar nach Pfiffelbach bedient Oßmannstedt.
In der Nähe befindet sich der ehemalige Getreidespeicher Oßmannstedt.

## Geschichte
Die erste urkundliche Erwähnung fand Oßmannstedt in einer Urkunde Ottos I. aus dem Jahre 956, welche besagte: „König Otto I. schenkt dem Servatiuskloster zu Quedlinburg für seine Tochter Mathilde seinen Besitz zu Liebstedt und Oßmannstedt in Thüringen in der Grafschaft Willihelms mit Hörigen und anderem Zubehör.“
Schon lange vor der ersturkundlichen Erwähnung befand sich in dem Ort der Sitz eines Adelsgeschlechtes, das etwa in der zweiten Hälfte des 5. Jahrhunderts hier lebte. Dies wird durch den Fund von Gebeinen einer Ostgotin hohen Adelsstandes nahegelegt. Der Grabungsfund weist auf ein Bündnis von thüringischen mit ostgotischen Stämmen hin. Bei Ausgrabungen in der Nähe des Ortes wurde in ihrem Grab eine goldene Gewandspange gefunden. Diesen stilisierten Adler, eine sogenannte Adlerfibel, ließ die Gemeinde stark vergrößert auf einem Erinnerungsstein in einer Anlage nahe dem Freibad abbilden.
Mitte des 13. Jahrhunderts bis 1440 residierte eine Seitenlinie der Herren von Liebstedt, die Ritter von Oßmannstedt, im Ort. 1290 erhielten sie die Burg vom König übertragen. Diese Burg lag am linken Ufer der Ilm am Unterlauf an der Stelle des jetzigen Wielandgutes. Das Ilmtal macht hier für eine Furt Platz. Hier querte die Kupferstraße die Ilm, und von der Burg aus konnte die Straße und der Verkehr gut überwacht und kontrolliert werden.

Bilder
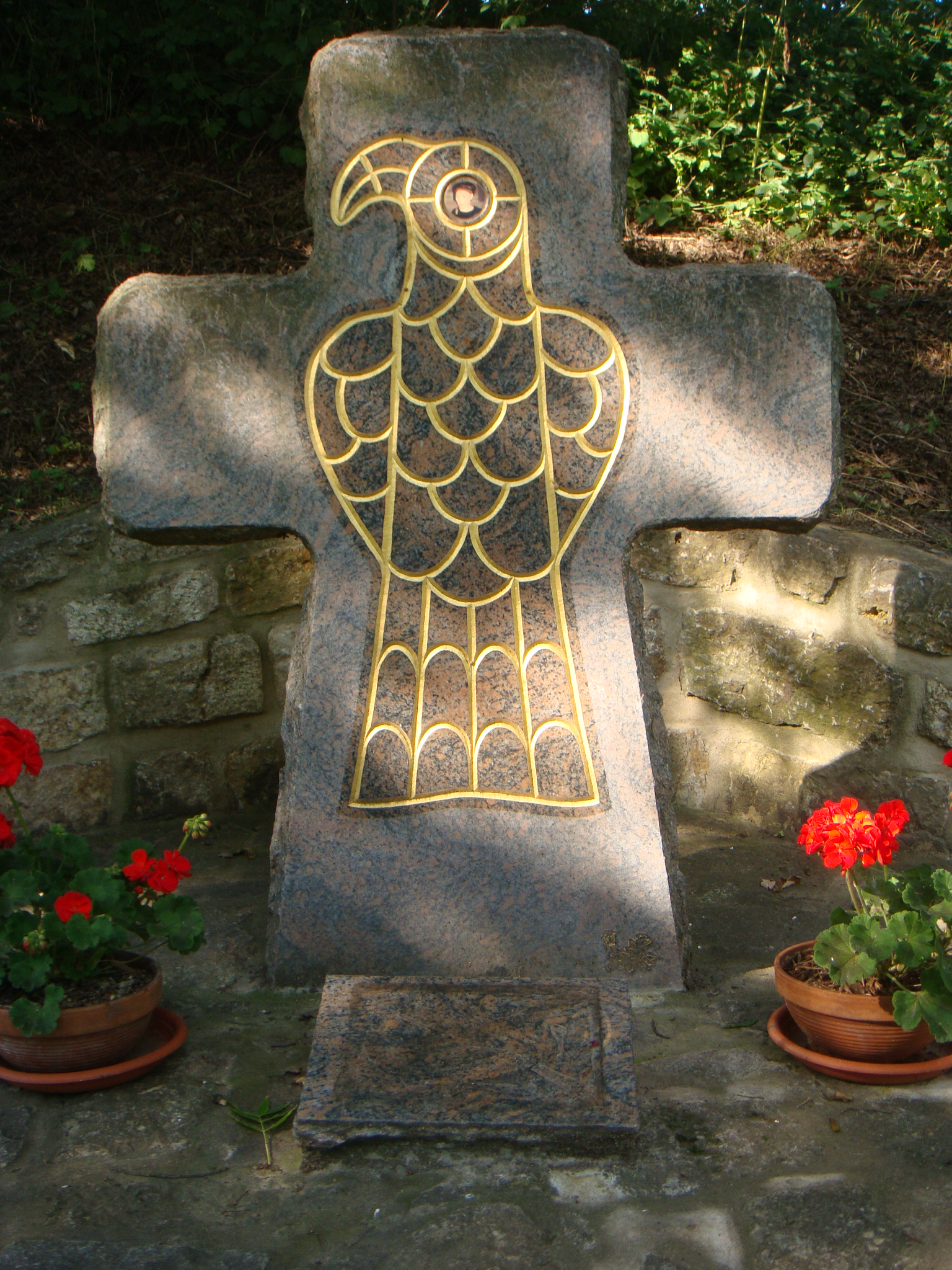
Erinnerungsstein mit „Adlerfibel“
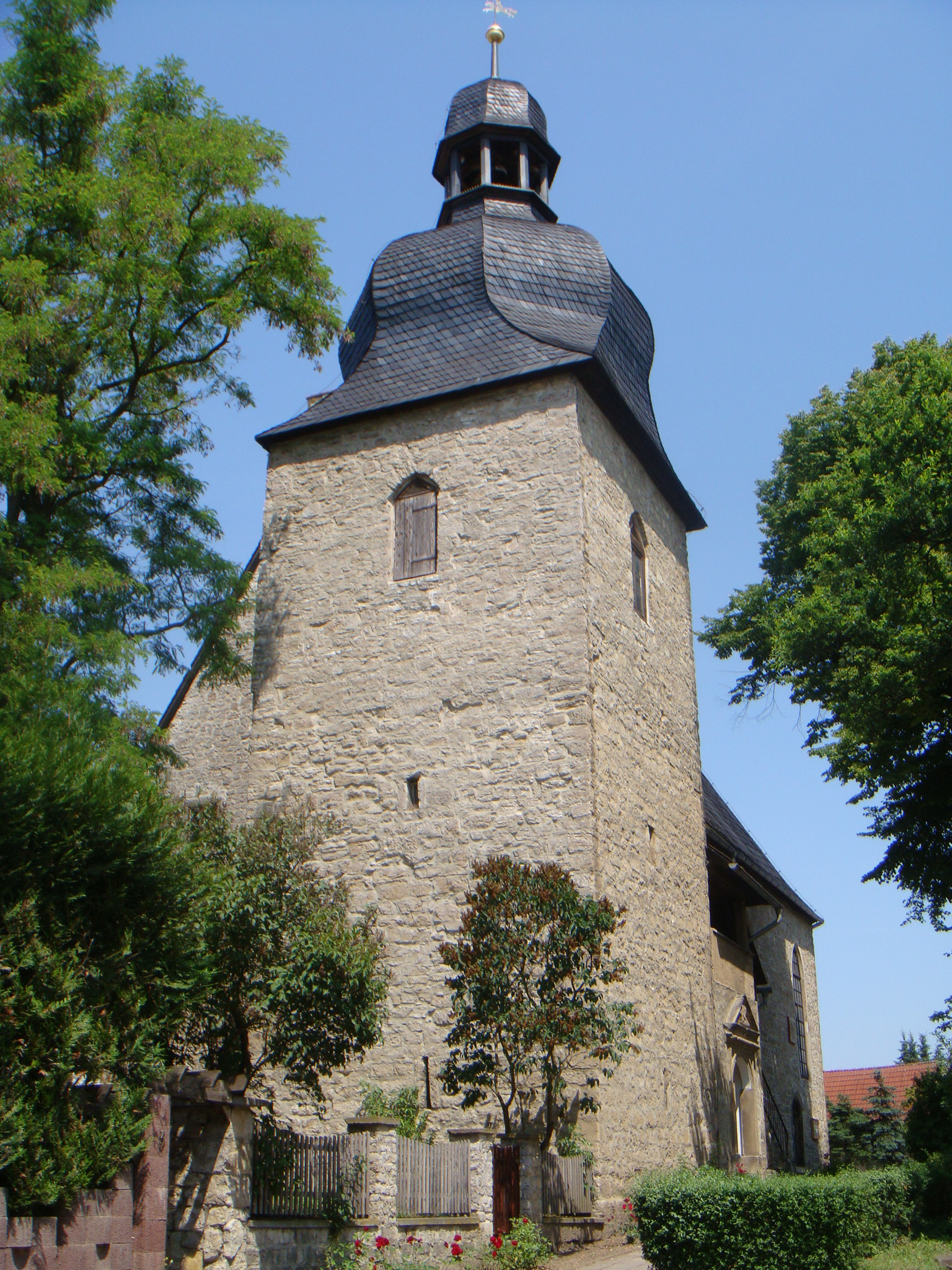
Evangelische Kirche Oßmannstedt
Wielandhaus auf DDR-Briefmarke von 1973
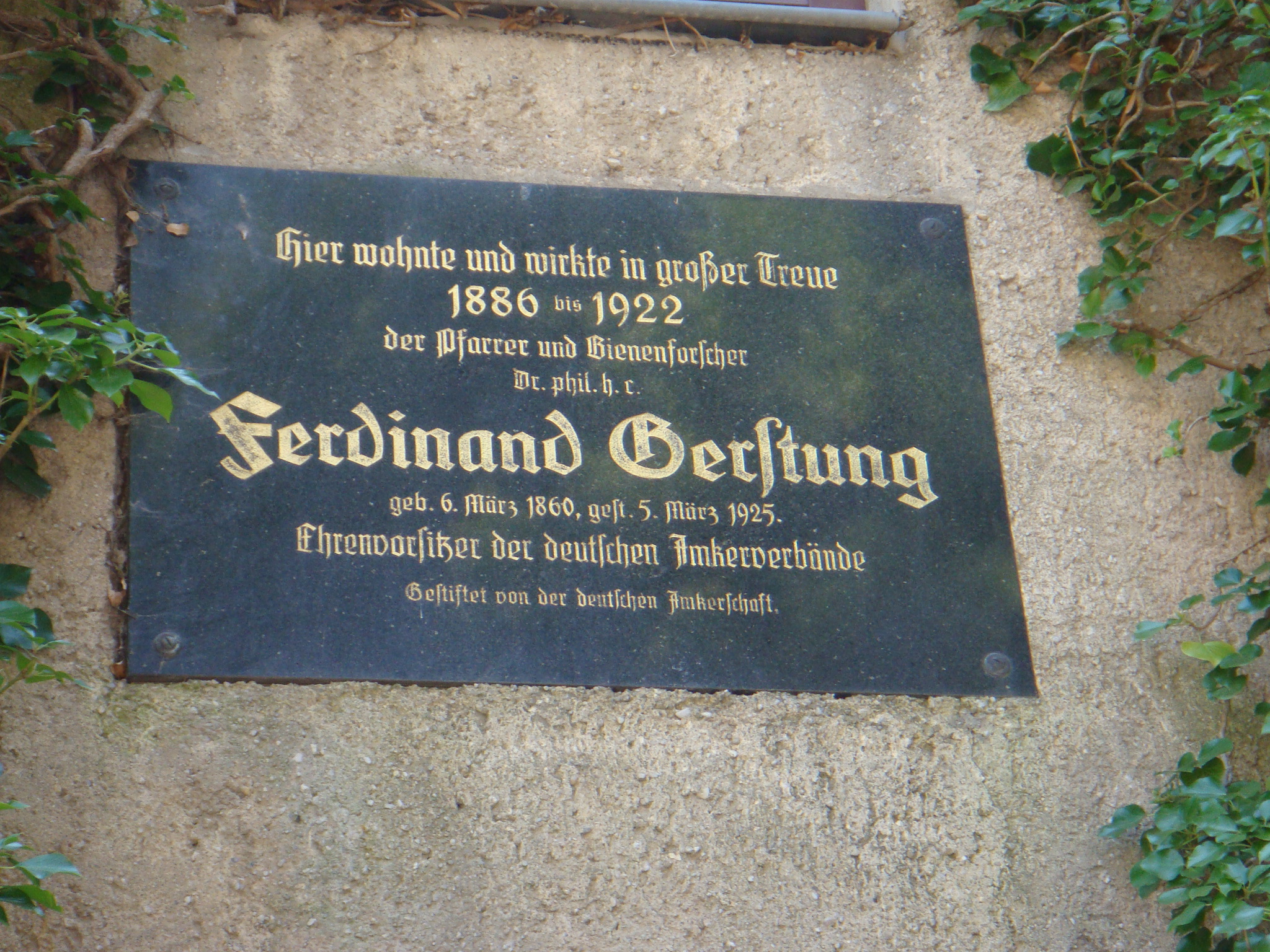
Gedenktafel für Ferdinand Gerstung

Später mussten die Ritter von Oßmannstedt die Lehnshoheit an die Lobedeburger und ab 1344 an die Landgrafen von Thüringen abgeben. Ab 1440 erwarben die Herren von Harras den Besitz. Das Anwesen und die Burg wurde 1450 im Sächsischen Bruderkrieg zerstört. Danach richteten die Grafen ein Rittergut ein. Dann übernahmen die Herren von Bünau das Anwesen. Heinrich von Bünau ließ das heutige Gutshaus bauen und den Park anlegen.
Von 1783 bis 1795 war der Illuminat August Dietrich Graf Marschall Besitzer des Schatullguts in Oßmannstedt gewesen. Dieses Gut mit Park kaufte 1797 Christoph Martin Wieland und bewirtschaftete es bis 1803. Jetzt ist es Wieland-Gedenkstätte.
Oßmannstedt gehörte bis 1815 zum Amt Weimar und kam dann an das Amt Roßla, welches 1850 im Verwaltungsbezirk Apolda des Großherzogtums Sachsen-Weimar-Eisenach aufging. 1920 kam der Ort zum Land Thüringen.
Am 1. Juli 1950 wurde die bis dahin eigenständige Gemeinde Ulrichshalben eingegliedert.
Bis zum 31. Dezember 2013 war Oßmannstedt der Verwaltungsgemeinschaft Ilmtal-Weinstraße zugehörig. Diese wurde zum genannten Datum aufgelöst, und Oßmannstedt wie auch Ulrichshalben wurden eigenständige Ortsteile der neuen Landgemeinde Ilmtal-Weinstraße.

## Persönlichkeiten
- Das Oßmannstedter Gutshaus samt Park wurde 1756–1762 vom damaligen Premierminister des Herzogtums Sachsen-Weimar-Eisenach, dem Reichsgrafen Heinrich von Bünau, errichtet.
- Johann Christian Stark der Ältere (* 1753 in Oßmannstedt; † 1811 in Jena): Professor in Jena, „Pionier der Gynäkologie/Geburtshilfe“, Leibarzt großer Persönlichkeiten (Weimarer Herzogs-Familie, Goethe- und Schiller-Familie). Beerdigt auf Johannis-Friedhof an der Jenaer Friedenskirche.
- Später befand sich das Gut im Besitz des fürstlichen weimarschen Hofmarschalls Friedrich Gotthilf von Marschall. Zu dieser Zeit lebte Johann Matthias Gesner (* 9. April 1691 in Roth an der Rednitz; † 3. August 1761 in Göttingen) ebenfalls in Weimar. Er war Pädagoge, klassischer Philologe und Bibliothekar in Weimar. Da Gesner ein enges freundschaftliches Verhältnis zum Hofmarschall pflegte, verbrachte er seine Ferien auf dessen Gut in Oßmannstedt.
- Johann Jacob August Liebeskind (1758–1793); Theologe und Kinderbuchautor, war 1787 Pfarrer im Ort
- Johann Wilhelm Ritter (1776–1810), Sohn des Oßmannstedter Gerichtsherrn gleichen Namens, Apotheker, Naturforscher, 1801 Entdecker der UV-Strahlen.
- Ab 1794 war Franz Justus Frenzel (1740–1823), Pfarrer in Oßmannstedt, der 1800 als Botaniker mit der Cothenius-Medaille ausgezeichnet wurde.
- Von 1797 bis 1803 war der Oßmannstedter Gutshof samt Park Eigentum des ersten deutschen Shakespeare-Übersetzers, des Aufklärers und Wegbereiters der Deutschen Klassik in Weimar, Christoph Martin Wieland (1733–1813).

In Anlehnung an das Landgut SABINUM seines Lieblingsdichters Horaz nannte Wieland sein Oßmannstedter Refugium OSMANTINUM.
Hier entstanden unter anderem die Romane Agathodämon (1799) sowie Aristipp und einige seiner Zeitgenossen (1800/1801).
Neben den Weimarer Dichtern und Gelehrten Goethe, Schiller und Herder weilte unter anderem Heinrich von Kleist im Haus von Wieland in Oßmannstedt.
Der Gutspark birgt des Dichters Grab, gemeinsam mit seiner Ehefrau sowie Sophie Brentano, einer Schwester des Romantikers Clemens Brentano.
- Ferdinand Gerstung kam 1886 als Pfarrer nach Oßmannstedt. Hier traf sein langjähriges eigenes Interesse an der Imkerei auf eine Schar begnadeter Imker. Gerstung griff deren Erfahrungen auf, dachte und entwickelte weiter und machte die wissenschaftliche Bienenzucht bis zu seinem Lebensende am 5. März 1925 zu seinem zweiten Beruf. Er entdeckte den Legegang der Bienenkönigin (Brutnestordnung) sowie die Arbeitsteilung der Bienen und entwickelte die Theorie des Futtersaftstromes. Der Begriff „Bien“, der für das Zusammenleben der Bienen im Volk steht, wurde von ihm erstmals wissenschaftlich definiert. Gemeinsam mit dem Taubacher Pfarrer August Ludwig gründete er 1910 das Bienenmuseum in Weimar. Schließlich beriefen beide 1902 einen „Allgemeinen Deutschen Imkertag“ ein und gründeten den „Reichsverein für Bienenzucht“. 1907 schloss sich dieser Verein mit dem 1880 gegründeten „Deutschen Bienenwirtschaftlichen Zentralverein“ zum „Deutschen Imkerbund“ zusammen. Im gleichen Jahr wurde in Weimar das „Reichs-Bienenzuchtmuseum“ gegründet. Nachfolger wurde das heutige „Deutsche Bienenmuseum“ in Oberweimar. Eines der bekanntesten Werke Gerstungs ist sein Lehrbuch Der Bien und seine Zucht. Aber auch seine seit 1892 herausgegebene Zeitung Die deutsche Bienenzucht trug maßgeblich zur Verbreitung seiner Lehren bei. Im Laufe der Jahre pilgerten Tausende Imker in der Pfingstwoche nach Oßmannstedt, wo Gerstung seine berühmten Imkertagungen und Lehrkurse abhielt. Der Naturforscher und Philosoph Ernst Haeckel, der einen heftigen wissenschaftlichen Meinungsstreit mit Gerstung ausgetragen hatte, war es, der der Jenaer Universität vorschlug, dem Oßmannstedter Bienenvater den Grad eines Dr. h. c. zu verleihen. Diese Ehrung wurde Ferdinand Gerstung 1920 zu seinem 60. Geburtstag zuteil. Neben der wissenschaftlichen Leistung Ferdinand Gerstungs steht gleichrangig die ökonomische. Das als Existenzgrundlage für seine Söhne gedachte Bienenzuchtgerätewerk brachte weit über den Eigennutz hinaus vielen Oßmannstedtern jahrzehntelang Lohn und Brot. 1953 nahm Oßmannstedt die Biene ins Ortswappen und -siegel auf und wiederholte dies, nachdem die DDR allen Gemeinden ein Einheitssiegel aufgenötigt hatte, nach der politischen Wende.
- Monika Ehrhardt (* 18. September 1947 in Oßmannstedt; eigentlich Monika Lakomy), Schriftstellerin und Texterin

## Sehenswürdigkeiten
- → Hauptartikel: Wielandgut (Oßmannstedt)

Landgut (beziehungsweise Rittergut) in Oßmannstedt war von 1797 bis 1803 Wohnsitz der Familie Wieland (im Mai 1803 wurde es an den Hamburger Kaufmann Christian Johann Martin Kühne (1758–1827) verkauft). Das Wohnhaus des Dichters Wieland ist heute eine Gedenkstätte, die ein Museum und eine Forschungsstätte vereint und am 25. Juni 2005 neu eröffnet wurde. Das Wielandgut wie auch das Haus gehören zur Klassik Stiftung Weimar. Vor dem Haus befindet sich ein Brunnen, der Delphinbrunnen an einem angelegten Teich. Ein Wanderweg von Oßmannstedt entlang der Ilm über Denstedt, Kromsdorf und dessen Schlossanlage und Schloss Tiefurt nach Weimar ist eine klassische Route.
- St. Peter (Oßmannstedt)